# Самит (Илиноис)
Самит (енгл. Summit) град је у америчкој савезној држави Илиноис.

## Демографија
По попису из 2010. године број становника је 11.054, што је 417 (3,9%) становника више него 2000. године.
| Група             | 2000.         | 2010.         |
| Белци             | 3.912 (36,8%) | 2.662 (24,1%) |
| Афроамериканци    | 1.282 (12,1%) | 1.038 (9,4%)  |
| Азијати           | 150 (1,4%)    | 215 (1,9%)    |
| Хиспаноамериканци | 5.156 (48,5%) | 7.042 (63,7%) |
| Укупно            | 10.637        | 11.054        |